# Тырса, Николай Андреевич

Мемориальная доска на доме № 15 по улице Глинки, Санкт-Петербург

Никола́й Андре́евич Ты́рса (9 мая 1887, Аралык, Эриванская губерния — 10 февраля 1942[…], Вологда) — русский и советский живописец, график, специалист прикладного искусства и педагог, представитель ленинградской школы пейзажной живописи. Один из создателей ленинградской школы книжной графики.

## Биография
Родился в семье офицера Кубанского казачьего войска.
В 1905—1909 годах обучался с перерывами на архитектурном отделении Высшего художественного училища при Императорской Академии художеств в Петербурге (курса обучения не окончил) и в частной Школе живописи и рисования Е. Званцевой у Л. Бакста и М. Добужинского (1906—1910).
Занимался преподавательской деятельностью — в петроградской Академии художеств, Государственных художественно-промышленных мастерских (1918—1922) и Ленинградском институте гражданских инженеров (1924—1942).
С 1921 года стал заниматься книжной графикой. Первой его работой в этом направлении стало оформление книги «Комедия о царе Максимилиане и непокорном сыне его Адольфе».
Среди его работ иллюстрации к таким книгам, как «Осада дворца» В. А. Каверина, «Республика ШКИД» Г. Белых и Л. Пантелеева, «Снежная книга» В. В. Бианки, «Военные кони» Н. С. Тихонова, «Детство» М. Горького.

То, что он сделал с „Республикой ШКИД“, казалось (и кажется) мне стоящим на грани волшебства. Это очень точный реалистический рисунок с едва уловимым оттенком гротеска. Короче говоря, это стиль самой повести. <…> Не забуду, как поразило меня и моего соавтора, покойного Григория Георгиевича Белых, почти фотографическое сходство многих персонажей повести, людей, которых Николай Андреевич не видел и не мог видеть. Рисовал он, полагаясь только на наш далекий от совершенства текст и на собственную интуицию.— Л. Пантелеев
Одними из лучших в данном направлении стали его работы по оформлению книг Б. С. Житкова.
В 1940—1941 годах работал вместе с В. И. Мухиной в экспериментальном цехе Ленинградской зеркальной фабрики, занимаясь дизайном изделий из стекла (графинов, стаканов, ваз). 14 июня 1941 года в Русском музее в Ленинграде открылась первая и последняя прижизненная персональная выставка произведений художника.
29 января 1942 года тяжело больным эвакуирован из блокадного Ленинграда. Умер 10 февраля 1942 года в Вологде.

## Отзывы современников
…Николай Андреевич Тырса казался мне чудом.— Л. Пантелеев

## Книжная иллюстрация
- Каверин В. Осада дворца. Рассказ для юношества. М.-Л. :Гос. изд-во, 1926
- Тихонов Н. Военные кони. М.-Л.: Гос. изд-во, 1927
- Бианки В. Снежная книга. Л. : Гос. изд-во, 1926
- Белых Г., Пантелеев Л. Республика Шкид. М.-Л.: Гос. изд-во, 1927
- Житков Б. Про слона: [Рассказ]. Л.: Ленгиз, 1926 (1927, 1929, 1930,1931, 1934, 1935, 1938)
- Житков Б. Голый король. М; Л.: Гос. изд-во, тип. Печатный двор в Лгр.,1927. (1930)
- Житков Б. Дяденька: [Рассказ]. М; Л.: Гос. изд-во, тип. Печатный двор в Лгр., 1927. (1928, 1931)
- Житков Б. Джарылгач: [Рассказ]. М; Л.: Гос. изд-во, тип. Печатный двор в Лгр., 1928. (1930)
- Житков Б. Компас: [Рассказ]. М.; Л.: Гос. изд-во, тип. Печатный двор в Лгр., 1928. (1930)
- Житков Б. Про обезьянку: [Рассказ]. М; Л.: Гос. изд-во, тип. Печатный двор в Лгр., 1928 (1929, 1930, 1931, 1936)
- Житков Б. Удав. М.; Л.: Гос. изд-во, тип. Печатный двор в Лгр., 1928
- Житков Б. Чёрная махалка: [Рассказ]. М.; Л.: Гос. изд-во, тип. Печатный двор в Лгр., 1928
- Житков Б. Злое море: [Рассказы]. М; Л.: Гос. изд-во, тип. Печатный двор в Лгр., 1929. (1930)
- Житков Б. Коржик Дмитрий: [Рассказ]. М.; Л.: Гос. изд-во, тип. Печатный двор в Лгр., 1929. (1930)
- Житков Б. Мария и Мэри: [Рассказ для детей]. М.; Л.: Гос. изд-во, тип. Печатный двор в Лгр., 1929. (1930)
- Житков Б. Под водой: [Рассказ для детей]. М.; Л.: Гос. изд-во, тип. Печатный двор в Лгр., 1929. (1930)
- Житков Б. Шквал: [Рассказ для детей]. М.; Л.: Гос. изд-во, тип. Печатный двор в Лгр., 1929. (1930)
- Житков Б. Метель: [Рассказ]. Изд. 2. М.; Л.: Огиз; Молодая гвардия, 1931
- Житков Б. Рассказы о животных: [Для мл. возраста]. М.; Л.: Детиздат, 1940
- Житков Б. Из морских историй: Рассказы / Илл.: Н. Тырса, П. Павлинов. М.: Детгиз, 1958. (1964)
- Житков Б. Пудя: Рассказ для детей ст. возраста. [М.]: Молодая гвардия, б.г.

## Семья
Жена — Елена Александровна Лейферт (1898—1980), художник-сценограф, сотрудница ЛОСХ.
Их дочери:
- Мария Николаевна Тырса (род. в 1920) — географ-геоморфолог[9].
- Анна Николаевна Тырса (род. в 1922) — искусствовед, музейный и издательский работник[9].